# Великі Катрасі
Великі Катра́сі (рос. Большие Катраси, чув. Атайкасси) — присілок у складі Чебоксарського району Чувашії, Росія. Адміністративний центр Великокатраського сільського поселення.
Населення — 1151 особа (2010; 1026 у 2002).
Національний склад:
- чуваші — 94 %

Стара назва — Великі Катраси.